# Max Heilbronner
Max Heilbronner, Pseudonym Max Bronnet, Pseudonym Max Bronell (* 14. Februar 1902 in München, Deutsches Reich; † 23. Juli 1964 in Los Angeles, Vereinigte Staaten) war ein deutschamerikanischer Filmarchitekt und Maler.

## Leben
Heilbronner erhielt zum Ende des Ersten Weltkriegs eine Ausbildung in Goldschmiedekunst, arbeitete in einer Schreinerei und erlernte die Grundbegriffe in Design und Architektur an Kunstgewerbeschulen in Pforzheim und München. Bereits im Alter von 19 Jahren war er als Hilfsarchitekt, Maler und Ausstatter bei der Filmproduktionsfirma Emelka aktiv.
Seit 1923 zeichnete Heilbronner für die Emelka als Chefarchitekt verantwortlich. Anfang 1926 ging er nach Berlin und setzte dort seine szenenbildnerische Arbeit für andere Filmgesellschaften fort. Das Gros der von ihm betreuten Filme besaß jedoch nur geringe künstlerische Bedeutung. Bei ambitionierteren und aufwändigeren Filmen wie Alraune oder Wolga-Wolga musste sich Heilbronner meist mit der Ausführung von Entwürfen renommierterer Kollegen begnügen.
Infolge der Machtergreifung 1933 verließ der Jude Heilbronner Deutschland und ging nach Paris, wo er die kommenden zwei Jahre ein wenig Beschäftigung beim französischen Film fand. 1937 produzierte er unter dem Pseudonym Max Bronnet ein Remake von Hanns Schwarz’ Die wunderbare Lüge der Nina Petrowna. Während des Zweiten Weltkriegs musste Heilbronner in Frankreich untertauchen und diente im antinazistischen Widerstand. Nach Kriegsende übersiedelte er in die USA, wo er sich nunmehr Max Bronell nannte. Obwohl in Kalifornien ansässig, konnte er im Filmgeschäft nicht mehr Fuß fassen. Seit November 1954 war Bronell/Heilbronner amerikanischer Staatsbürger und verdiente zuletzt ein karges Einkommen als Lagerist.

## Filmografie
- 1923: Das Abenteuer von Sagossa
- 1923: Das rollende Schicksal
- 1924: Der Weg zu Gott
- 1924: Die Perlen des Dr. Talmadge
- 1924: Die malayische Dschonke
- 1924: Der Schrecken des Meeres
- 1925: Das Geheimnis auf Schloß Elmshöh
- 1925: Die Frauen zweier Junggesellen
- 1925: Der siebente Junge
- 1925: Marcco, der Bezwinger des Todes
- 1926: Jagd auf Menschen
- 1926: Mädchenhandel
- 1926: Die Villa im Tiergarten
- 1927: Klettermaxe
- 1927: Arme kleine Colombine
- 1927: Die raffinierteste Frau Berlins
- 1927: Der Mann ohne Kopf
- 1927: Alraune
- 1928: Frauenarzt Dr. Schäfer
- 1928: Die Pflicht zu schweigen
- 1928: Wolga-Wolga
- 1928: Die tolle Komteß
- 1928: Indizienbeweis
- 1928: Wir halten fest und treu zusammen
- 1929: Möblierte Zimmer
- 1929: Aufruhr im Junggesellenheim
- 1929: Frauen am Abgrund
- 1929: Zwischen vierzehn und siebzehn
- 1929: Jugendtragödie
- 1929: Stud. chem. Helene Willfüer
- 1930: Der Walzerkönig
- 1930: Die Lindenwirtin
- 1930: Der keusche Joseph
- 1930: Pension Schöller
- 1931: Der Tanzhusar
- 1931: Wenn die Soldaten…
- 1931: Kadetten
- 1931: Ein Auto und kein Geld
- 1932: Melodie der Liebe
- 1932: Drei von der Kavallerie
- 1932: Das Testament des Cornelius Gulden
- 1932: Glück über Nacht
- 1933: …und wer küßt mich?
- 1933: Gruß und Kuß – Veronika
- 1934: Die Privatsekretärin heiratet (Dactylo se marie)
- 1935: Csardas
- 1935: Une nuit de noces
- 1935: Schlafwagen Paris-Toulon (Fanfare d’amour)
- 1937: Die Lüge der Nina Petrowna (Le mensonge de Nina Petrovna). (nur Produktion)